# Choffatellinae
Choffatellinae es una subfamilia de foraminíferos bentónicos de la familia Cyclamminidae, de la superfamilia Loftusioidea, del suborden Loftusiina y del orden Loftusiida. Su rango cronoestratigráfico abarca desde el Pliensbachiense (Jurásico inferior) hasta el Coniaciense (Cretácico superior).

## Discusión
Clasificaciones previas incluían Choffatellinae en el suborden Textulariina o en el orden Textulariida o en el orden Lituolida.

## Clasificación
Choffatellinae incluye a los siguientes géneros:
- Abuhammadina †
- Bramkampella †
- Choffatella †
- Feurtillia †
- Paracyclammina †
- Torinosuella †

Otros géneros asignados a Choffatellinae y clasificados actualmente en otras familias son: 
- Alzonorbitopsella †, ahora en la familia Hauraniidae
- Amijiella †, ahora en la familia Hauraniidae
- Bostia †, ahora en la familia Hauraniidae
- Ijdranella †, ahora en la familia Hauraniidae
- Kastamonina †, ahora en la Familia Hauraniidae
- Palaeocyclammina †, ahora en la familia Hauraniidae
- Pseudocyclammina †, ahora en la familia Hauraniidae
- Rectocyclammina †, ahora en la familia Everticyclamminidae